# 24saat.org
az24saat.org es un sitio web de noticias multilingüe que ofrece contenido en 13 idiomas, incluidos azerbaiyano, inglés, ruso, turco, alemán, español, francés, lituano, árabe, chino (mandarín), armenio, persa y portugués.

## Descripción general
El sitio web "24saat.org" es un sitio de noticias sobre acciones políticas, económicas, sociales y de otro tipo en Azerbaiyán. El fundador del sitio web es Vugar Qurdqanli. El sitio web ofrece noticias las 24 horas en 3 idiomas diferentes: azerbaiyano, inglés y ruso.

## Bloqueo del sitio
El sitio ha estado bloqueado en Azerbaiyán desde 2017 por razones políticas. Actualmente sigue llegando a su audiencia a través del nombre de dominio "az24saat.org". El Servicio de Seguridad Electrónica del Ministerio de Transporte, Comunicaciones y Altas Tecnologías de la República de Azerbaiyán inició una acción legal para restringir el acceso en agosto de 2018, exigiendo la eliminación de cuatro artículos relacionados con el (anterior) vicepresidente del presidente, Ali Hasanov, dentro de ocho horas. Los artículos siguen siendo accesibles en el sitio web.